# Falken Tire
Falken Tire é uma marca de pneus da empresa japonesa Sumitomo Rubber Industries. A empresa produziu seus primeiros pneus no ano de 1983. Ela fornece pneus para provas como a Super Taikyu e 24 Horas de Nürburgrings, e categorias como a Fórmula D, D1 Grand Prix, British Drift Championship, entre outras.
Em Portugal, a empresa distribuidora dos pneus Falken é a AB Tyres, empresa pertencente ao Grupo Alves Bandeira.